# Celastrina acis
Celastrina acis är en fjärilsart som beskrevs av Fabricius 1787. Celastrina acis ingår i släktet Celastrina och familjen juvelvingar. Inga underarter finns listade i Catalogue of Life.